# Rhymesayers Entertainment

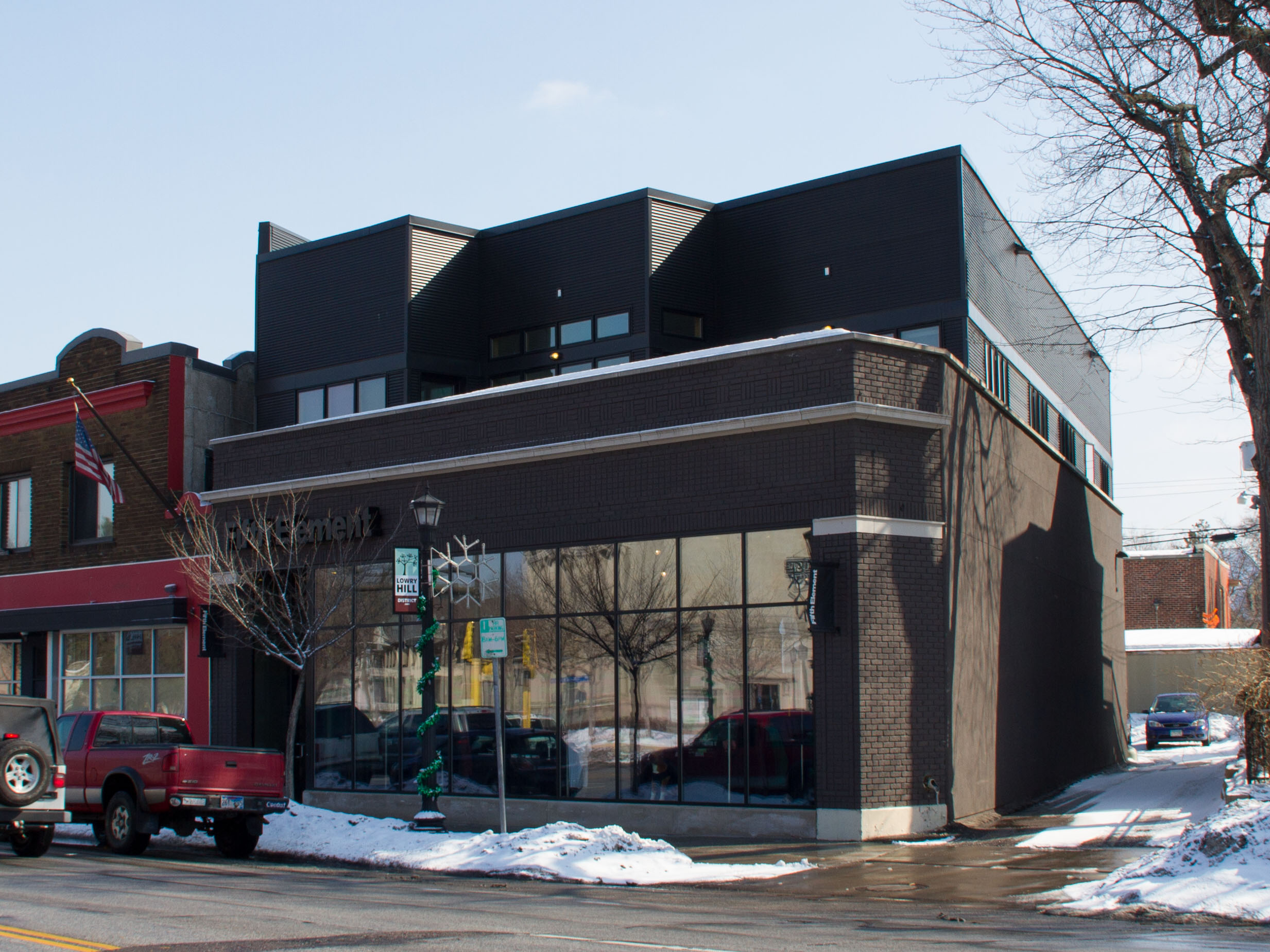
Rhymesayers Entertainment/Fifth Element, Міннеаполіс.

Rhymesayers Entertainment — американський незалежний хіп-хоп лейбл заснований в Міннеаполісі, штат Міннесота. Його заснували в 1995 році Шон Дейлі (Slug), Ентоні Девіс (Ant), Мусаба Саад (Musab) і Брент Сейрес (Siddiq).
На лейбл Rhymesayers Entertainment підписані в основному виконавці з рідної Міннесоти, але також до її складу входять визнанні хіп-хоп виконавці, включаючи Jake One, Freeway, Evidence і MF Doom, який випустив один альбом «Mm.. Food» для цього лейблу. Лейбл має дружні стосунки з гуртом Doomtree — учасник гурту P.O.S. підписаний як сольний виконавець на цьому лейблі.

## Історія
В 1999 році лейбл відкрив свій власний магазин платівок в верхній частині міста Міннеаполіс. Магазин є основним хіп-хоп магазином у місті, займається продажем незалежного і комерційного хіп-хопу, а також спеціалізується на одязі, книгах і багатьох інших речах.
З 2008 року лейбл проводить фестиваль Soundset Festival, в Міннесоту з'їжджається понад 20 тисяч фанів, щоб побачити своїх улюблених виконавців.
2012 року світ побачив релізи таких виконавців; I Self Devine («The Sound Of Low Class Amerika»), Brother Ali («Mourning In America and Dreaming In Color» — альбом повністю спродюсований Jake One), Aesop Rock («Skelethon»), P.O.S. («We Don't Even Live Here»).

## Виконавці, які записувались на лейблі
- Abstract Rude
- Aesop Rock
- Atmosphere (Slug, Ant)
- BK-One
- Blueprint
- Brother Ali
- Budo
- Dilated People
- DJ Abilities
- DJ Nikoless Skratch
- Evidence
- Felt (Murs, Slug)
- Freeway
- Grayskul (Onry Ozzborn, JFK)
- Grieves
- Hail Mary Mallon (Aesop Rock, Rob Sonic, DJ Big Wiz)
- I Self Devine
- Jake One
- Los Nativos (Felipe Cuauhtli, Chilam Balam)
- MF Doom
- Micranots (I Self Devine, DJ Kool Akiem)
- Mr. Dibbs
- Musab aka Beyond
- P.O.S
- Psalm One
- Semi.Official (I Self Devine, DJ Abilities)
- Soul Position (Blueprint, RJD2)
- Step Brothers (Evidence and The Alchemist)
- The Uncluded (Aesop Rock, Kimya Dawson)
- Toki Wright
- Boom Bap Project
- Dynospectrum
- Eyedea
- Eyedea & Abilities
- Face Candy (Eyedea, Kristoff Krane, J.T. Bates, Casey O'Brien)
- Mac Lethal